# ダリ (企業)
ダリA/S (DALI A/S、Dali A/S、DALI社、ダリ社) は、デンマークのハイエンドスピーカ専門メーカーである。Audio Nord International A/S の子会社。
「DALI」は「Danish Audiophile Loudspeaker Industries（直訳: デンマークのオーディオマニアのスピーカ工業）」の頭字語。「DALI」は大文字で書かれることが多いが、公式での表記は「DALI」も「Dali」もあり一定しない。日本語では片仮名より「DALI」と書かれることが多い。
日本ではD&Mグループ（D&Mの経営統合前はデノングループ）が輸入販売している。